# Trilogia Koker d'Abbas Kiarostami
La trilogia Koker és una sèrie de tres pel·lícules dirigides per l'aclamat cineasta iranià Abbas Kiarostami: Where is My Friend's House? (1987), Life and Nothing More... (també coneguda com And Life Goes On, 1992) i Through the Olive Trees (1994). La designació va ser feta per teòrics i crítics de l'obra del director en lloc del pròpi Kiarostami, qui es resisteix a la designació i assenyala que les pel·lícules estan connectades només per l'accident de la localització comú, Koker. Kiarostami ha suggerit que podria ser més apropiat considerar els dos últims títols esmentats juntament amb Taste of Cherry (1997) com una trilogia, ja que estan connectats pel tema de la preciosidad de la vida.
Where is My Friend's House? explica la senzilla història d'un nen, Ahmed, que ha de viatjar des de Koker fins al poble veí. Tot comença quan un matí a l'escola el professor amenaça i renya al seu company Mohamed, que no ha pogut fer els deures al quadern. Aquella mateixa tarda, Ahmed es dona compte que ha agafat el quadern del seu company per equivocació i decideix anar a buscar casa seva al poble del costat per tal de retornar-li.
Life and Nothing More..., segueix la història del director fictici de Where is My Friend's House? i el seu fill petit mentre condueixen de Teheran a Koker. Tots dos es mouen en cotxe a la recerca dels dos nens protagonistes de Where is My Friend's House?, tement que hagin mort en el terratrèmol d'Iran de 1990 que va matar a 50,000 persones al nord del país.
Per acabar, Through the Olive Trees examina la realització d'una petita escena de Life and Nothing More.... D'aquesta manera un drama perifèric de la pel·lícula de Life and Nothing More... es converteix en el drama central de Through the Olive Trees, l'última part de la trilogia.
Les tres pel·lícules d'Abbas Kiarostami se situen entre el món de la ficció i allò real, expandint el mitjà del cinema a noves experiències formals i aproximant-se a un caràcter de metacinema. Les tres pel·lícules es troben entre els seus treballs més aclamats, juntament amb Taste of Cherry (1997) i Close-Up (1990).
Adrian Martin emfatitza la percepció directa del món d'Abbas Kiarostami i identifica el seu cinema amb el concepte d'"esquemàtic". Els "diagrames" inscrits en el paisatge, com el famós camí zigzaguejant que trobem a les tres pel·lícules de la trilogia, indiquen una "geometria de les forces de la vida i el món". Segons Adrian Martin, aquestes forces no són ni un ordre ni un caos complet, sinó que es tracta més aviat d'allò que es troba entre aquests dos pols.
El poblet de Koker ha experimentat molts canvis en les últimes tres dècades. No obstant això, encara és considerat una atracció per als amants del cinema i els cineastes de tot el món.